# Phyllachora merrillii
Phyllachora merrillii är en svampart som beskrevs av Ricker 1906. Phyllachora merrillii ingår i släktet Phyllachora och familjen Phyllachoraceae.   Inga underarter finns listade i Catalogue of Life.